# 平山親水公園
平山親水公園（ひらやましんすいこうえん）は、高知県東部に位置する香美市内の公園である。

## 特徴
休場ダムの近くに作られた公園なので「親水公園」とある。面積は0.53ha。香美市のイメージキャラクターにやなせたかしがデザインした「さくらてんし」があり、園内は春になると多数のサクラが咲き、いわゆるサクラの名所に数えられている。入園は無料。

## 交通
平山親水公園の最寄り駅はJR四国の土讃線の新改駅であり、そこから約1.5kmを徒歩で移動すればたどりつける。